# Leucopis askophalla
Leucopis askophalla är en tvåvingeart som beskrevs av Tanasijtshuk 2003. Leucopis askophalla ingår i släktet Leucopis och familjen markflugor. Inga underarter finns listade i Catalogue of Life.